# Кубок Швеції з футболу 2006
Кубок Швеції з футболу 2006 — 51-й розіграш кубкового футбольного турніру у Швеції. Титул вшосте здобув Гельсінгборг.

## Календар
| Раунд        | Дата                       | Матчі | Клуби   |
| ------------ | -------------------------- | ----- | ------- |
| Перший раунд | 17 березня - 8 квітня 2006 | 34    | 98 → 64 |
| 1/32 фіналу  | 12 квітня - 18 травня 2006 | 32    | 64 → 32 |
| 1/16 фіналу  | 16 травня - 6 липня 2006   | 16    | 32 → 16 |
| 1/8 фіналу   | 22 червня - 27 липня 2006  | 8     | 16 → 8  |
| 1/4 фіналу   | 3-31 серпня 2006           | 4     | 8 → 4   |
| 1/2 фіналу   | 19 жовтня 2006             | 2     | 4 → 2   |
| Фінал        | 11 листопада 2006          | 1     | 2 → 1   |

## 1/16 фіналу
| Команда 1              | Рахунок | Команда 2           |
| ---------------------- | ------- | ------------------- |
| 16 травня 2006         |         |                     |
| «Карлстад Юнайтед» (3) | 0:2     | ІФК Норрчепінг (2)  |
| 17 травня 2006         |         |                     |
| Дегерфорс ІФ (2)       | 2:0     | Ассиріска ФФ (2)    |
| «Броммапойкарна» (2)   | 1:2     | М'єльбю АІФ (2)     |
| «Єнчепінг Седра» (2)   | 0:2     | Вестерос СК (3)     |
| Крістіанстадс ФФ (3)   | 1:5     | Естерс ІФ           |
| 18 травня 2006         |         |                     |
| Енчепінг СК (3)        | 2:4     | Фалькенбергс ФФ (2) |
| Єфле                   | 4:2     | Отвідабергс ФФ (2)  |
| Ландскруна БоІС (2)    | 3:0     | «Ергрюте»           |
| ФК Тролльгеттан (3)    | 1:4     | «Ельфсборг»         |
| «Весбю Юнайтед» (2)    | 1:0     | Мальме ФФ           |
| Вісбю ІФ Гуте (3)      | 3:2     | «Еребру» (2)        |
| 7 червня 2006          |         |                     |
| «Гуннільсе» (4)        | 0:2     | Гальмстад БК        |
| Кальмар ФФ             | 4:1     | АІК                 |
| 8 червня 2006          |         |                     |
| ІФК Гетеборг           | 1:2     | Треллеборгс ФФ (2)  |
| 28 червня 2006         |         |                     |
| «Юргорден»             | 2:0     | ГАІС                |
| 6 липня 2006           |         |                     |
| «Гаммарбю»             | 1:3     | Гельсінгборг ІФ     |

## 1/8 фіналу
| Команда 1           | Рахунок | Команда 2           |
| ------------------- | ------- | ------------------- |
| 22 червня 2006      |         |                     |
| ІФК Норрчепінг (2)  | 5:4     | М'єльбю АІФ (2)     |
| Вестерос СК (3)     | 1:2     | Ландскруна БоІС (2) |
| 6 липня 2006        |         |                     |
| «Ельфсборг»         | 2:1 дч  | «Юргорден»          |
| Фалькенбергс ФФ (2) | 3:4     | «Весбю Юнайтед» (2) |
| Гальмстад БК        | 0:3     | Єфле                |
| Треллеборгс ФФ (2)  | 0:4     | Естерс ІФ           |
| 26 липня 2006       |         |                     |
| Вісбю ІФ Гуте (3)   | 1:2 дч  | Кальмар ФФ          |
| 27 липня 2006       |         |                     |
| Гельсінгборг ІФ     | 3:0     | Дегерфорс ІФ (2)    |

## 1/4 фіналу
| Команда 1           | Рахунок      | Команда 2           |
| ------------------- | ------------ | ------------------- |
| 3 серпня 2006       |              |                     |
| Ландскруна БоІС (2) | 2:3          | Єфле                |
| Естерс ІФ           | 2:0          | «Весбю Юнайтед» (2) |
| 19 серпня 2006      |              |                     |
| Гельсінгборг ІФ     | 4:4 пен. 5:3 | «Ельфсборг»         |
| 31 серпня 2006      |              |                     |
| Кальмар ФФ          | 4:2 дч       | ІФК Норрчепінг (2)  |

## 1/2 фіналу
| Команда 1       | Рахунок      | Команда 2 |
| --------------- | ------------ | --------- |
| 19 жовтня 2006  |              |           |
| Гельсінгборг ІФ | 3:0          | Естерс ІФ |
| Кальмар ФФ      | 1:1 пен. 3:4 | Єфле      |

## Фінал
| 11 листопада 2006 |

| ІФ «Єфле» (Євле) | 0:2 | Гельсінгборг ІФ           |
| ---------------- | --- | ------------------------- |
|                  |     | Шелтон 28' Стефанідіс 53' |

| «Росунда», Сульна Глядачів: 3 379 Арбітр: Стефан Юганнесон |